# باز ميلر
باز ميلر (بالإنجليزية: Buzz Miller) هو راقص أمريكي، ولد في 23 ديسمبر 1923 في سنو فلاك في الولايات المتحدة، وتوفي في 23 فبراير 1999 في نيويورك في الولايات المتحدة.

## وصلات خارجية
- باز ميلر على موقع IMDb (الإنجليزية)
- باز ميلر على موقع قاعدة بيانات برودواي على الإنترنت (الإنجليزية)
- باز ميلر على موقع ديسكوغز (الإنجليزية)